# Saletio

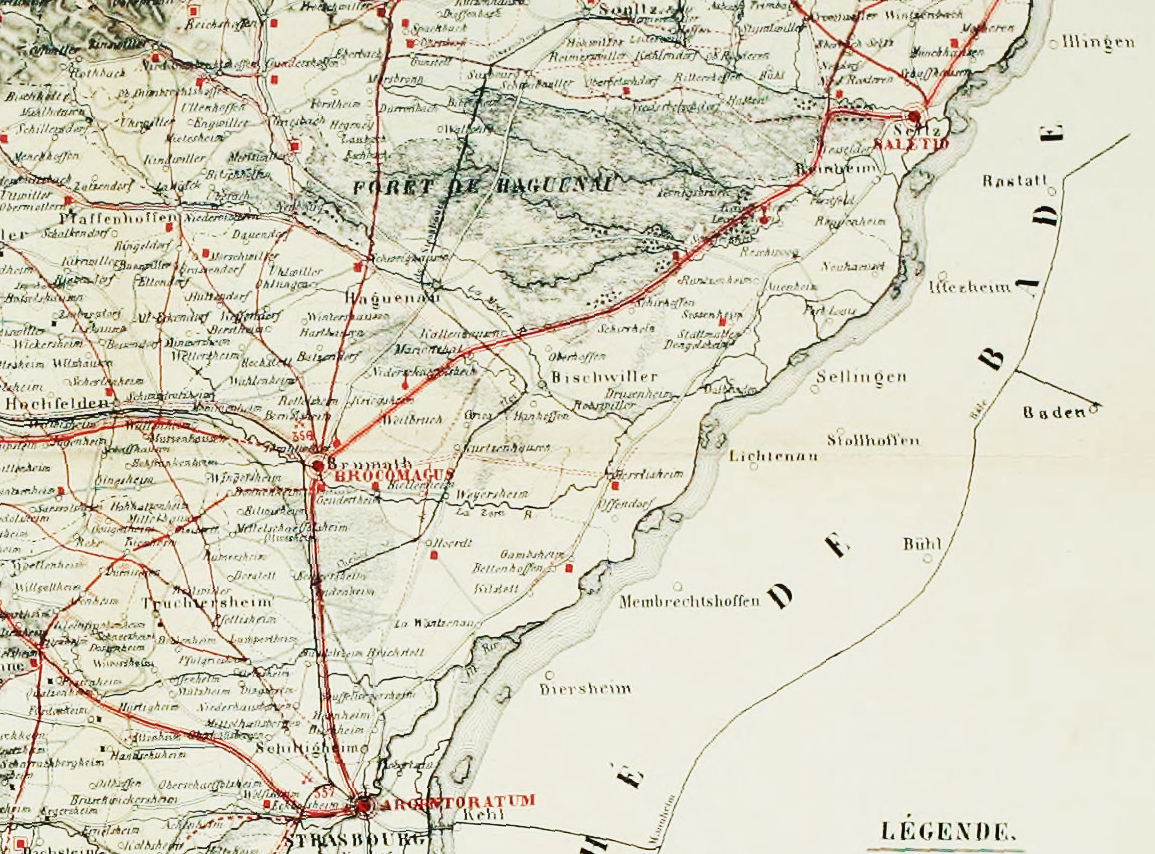

Saletio (gallisch Saliso) war ein römischer Vicus im heutigen Seltz (Elsass, Frankreich).

## Name
Schriftliche Erwähnungen lauteten:

Saletio in der Tabula Peutingeriana

- 3. Jahrhundert Saletione (Itinerarium Antonini)
- 4. Jahrhundert Saletione (Tabula Peutingeriana)
- 356 Saliso (Ammianus Marcellinus)
- 390–425 Salectio Notitia Dignitatum

In frühmittelalterlichen Urkunden heißt der Ort unter anderem Saloissa (610).
Der Name ist eine Komposition aus dem idg. Wort *sal-i-/*sal-u- für 'Salz' und dem gallo-römischen Suffix  -ēt-io(ne), einer Variante von  -ēt(i)um. Die Bedeutung wäre demnach „Ort, an dem es Brack- oder Salzwasser gibt“.

## Lage

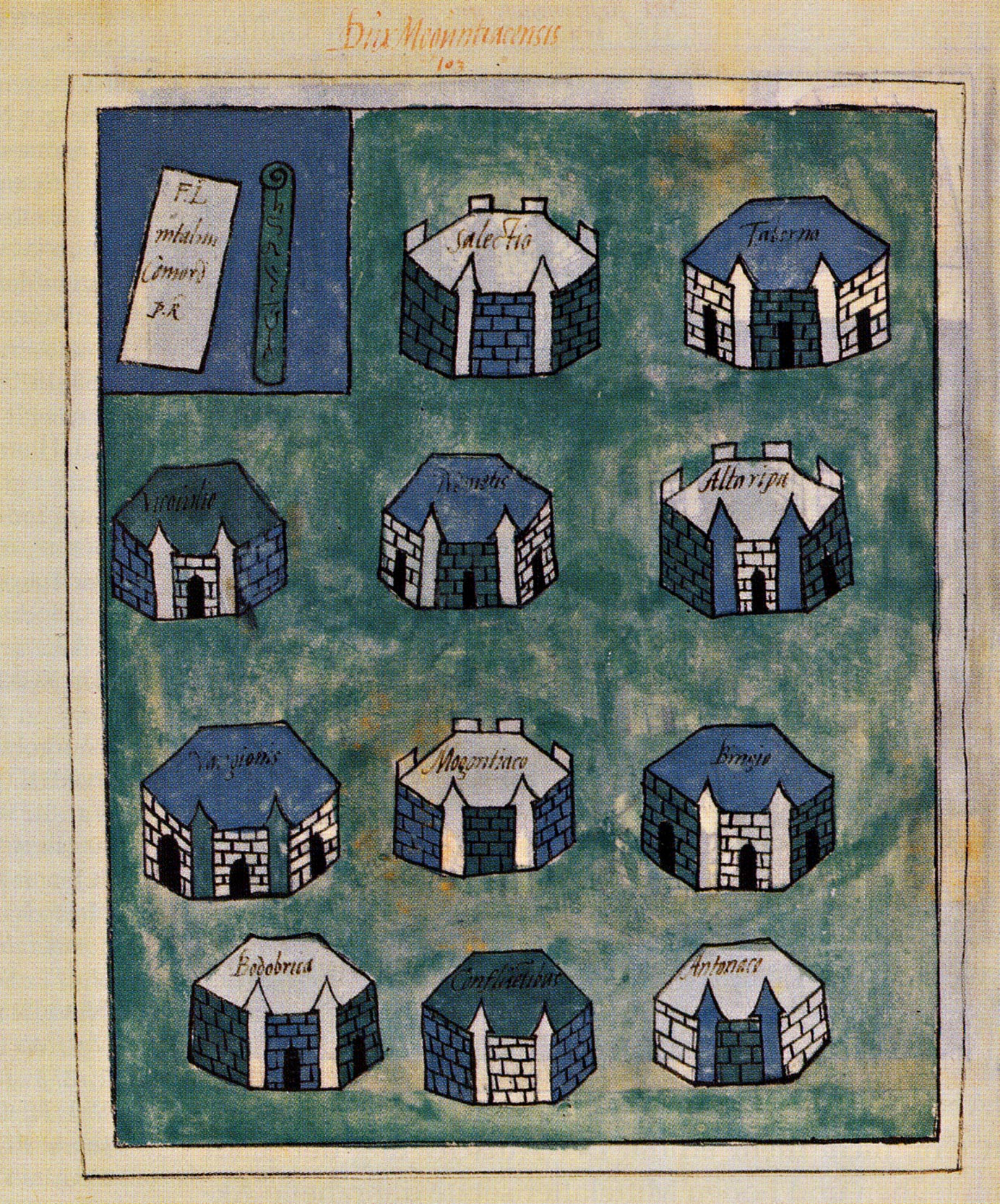
Salectio (Seltz) im Notitia Dignitatum (Erste Reihe, Mitte)

Saletio befand sich an einer Kreuzung der Römischen Rheintalstraße mit einer Route in den Hagenauer Forst. Richtung Süden gelangte man nach Argentorate (Straßburg) und nach Norden in die Provinzhauptstadt Mogontiacum (Mainz).
Historiker sind sich nicht einig, ob die Grenze zwischen der Civitas Nemetum und Tribocorum an der Lauter oder an der Sauer lag. Wahrscheinlich gehörte der Ort zur Civitas der Nemeter und war daher militärisch dem Dux Mogontiacensis und kirchlich dem Bistum Speyer zugeordnet. Saletio ist demnach als Grenzort beider Civitates anzusehen und ein gefundener Leugenstein weist schon nach Brocomagus, dem Hauptort der Triboker.

## Geschichte
Siedlungsspuren deuten auf einen Wohnplatz schon zur keltischen Zeit hin. Im Jahr 58 v. Chr. gelangte das linksrheinische Gebiet unter römische Herrschaft. Die Gründung Saletios begann um 12 v. Chr. im Zuge der Drusus-Feldzüge.
Archäologisch lassen sich mehrere Brände in Saletio feststellen, die man bestimmten Ereignissen zuordnen kann:
- 70 n. Chr. Triboker zerstören die Stadt während des Bataveraufstands
- Ende 1. Jahrhundert (97 n. Chr.) Aufstand der Legio XXI nach der Machtübernahme durch Kaiser Nerva
- 235 Aufstand im Elsass
- 244 Einfall von Germanen
- Brand Anfang des 4. Jahrhunderts

355 fielen Alamannen ein und übernahmen bis 357 die Kontrolle über die Region. Gemäß der zwischen 390 und 425 verfassten Notitia Dignitatum stand Saletio militärisch unter der Führung des Dux Mogontiacensis. Wohl ab 451 gelangte Saletio letztlich doch unter alamannische Herrschaft. Nach der Schlacht von Zülpich bildete der Seltzbach die Grenze zwischen Alemannien und dem Reich der Franken. Seltz gehörte dadurch zum mittelalterlichen Nordgau und damit stets zum Elsass, gleichzeitig jedoch kirchlich zum Bistum Speyer.

## Städtischer Aufbau
Der städtische Aufbau von Saletio zeigt Anzeichen einer kolonialen Planung mit regelmäßig angeordneten Straßen, darunter einen Cardo Maximus und einen Decumanus Maximus, welcher sich wahrscheinlich im Bereich der heutigen Kreuzung von Rue de la Gare und Rue de Strasbourg kreuzten. Für gewöhnlich befand sich das Forum südlich dieser Kreuzung, leider liegen keine Untersuchungen zu diesem Bereich vor. Dagegen wurden bei Ausgrabungen 1963 nördlich davon ein möglicherweise öffentliches Gebäude untersucht. Dieses mit Hypokaustanlagen geheizte Gebäude besaß mindestens zwei große Räume mit einer Fläche von jeweils  5,70 m × 7,70 m.
Die Wohnhäuser wurden nach vielfältigen Bauarten errichtet, von einfachen Sandsteinblöcken bis hin zu gemauerten Strukturen, wobei teilweise aufgrund des sandigen Untergrunds Mauerwerk auf Pfählen verwendet wurde, um die Fundamente zu stabilisieren.
Weitere Ausgrabungen belegen die Ausdehnung der Siedlung auf die heutige Rue Rawal sowie auf den Bereich der Kirche an der Stelle des heutigen Glockenturms. Eine Töpferwerkstatt mit Öfen befand sich auf der westlichen Zufahrtsstraße, einer von Brocomagus kommenden Römerstraße (heute Rue de Had). Die Friedhöfe lagen am Ortsausgang sowohl westlich. südlich und nördlich der Stadt, wobei der letztere bis ins 4. Jahrhundert und damit am längsten genutzt wurde.

## Funde

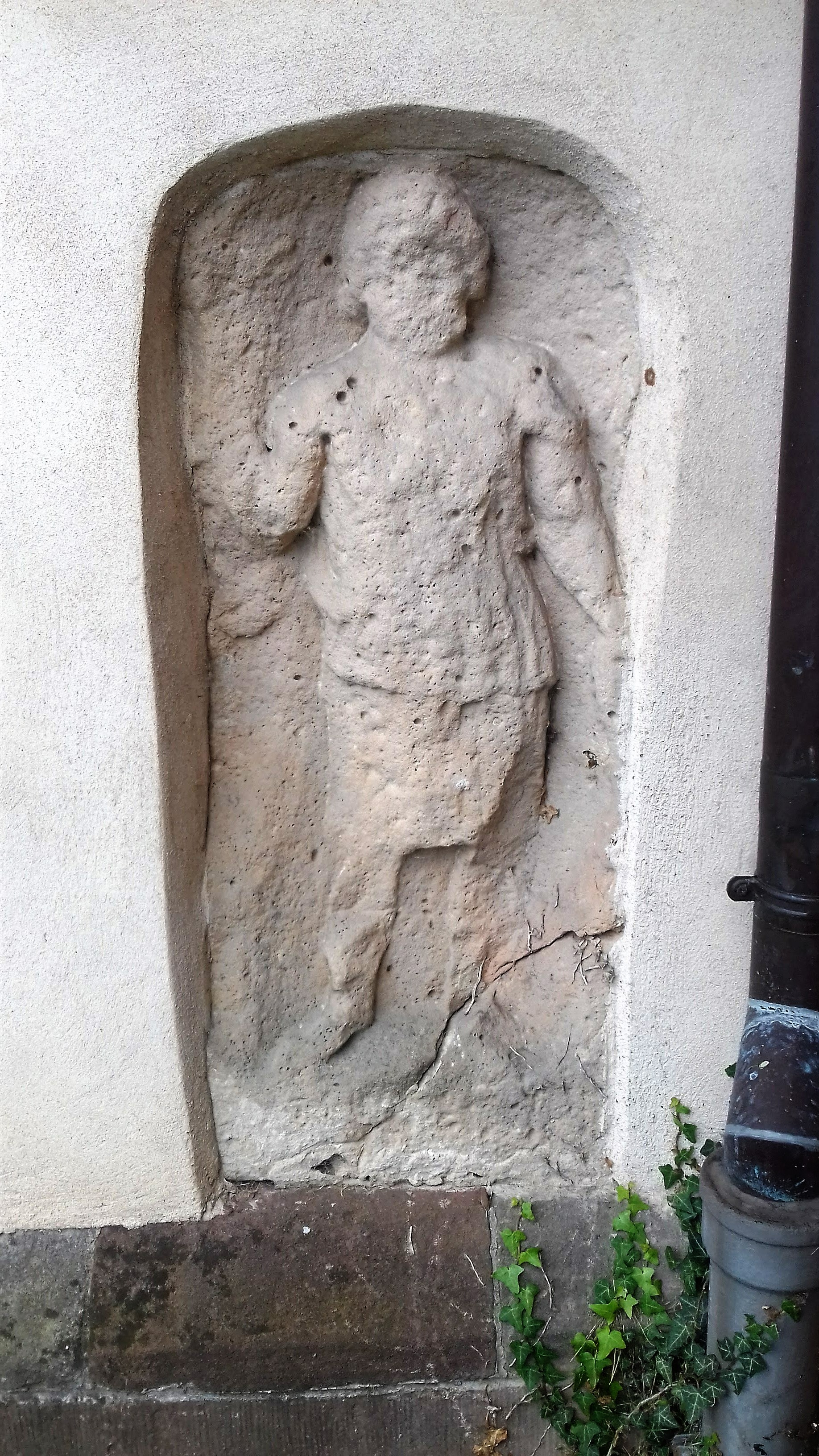
Eingemauerter Viergötterstein in der Kirche

Im Jahr 1930 wurde eine Amphore in einem galloromanischen Keller in der Rue de la Gare entdeckt, die über 5200 Bronzemünzen (Follis) enthielt, die zwischen 294 und 308 von acht Kaisern geprägt wurden. Vermutlich steht das Ende dieser Münzsammlung mit dem Brand im frühen 4. Jahrhundert in Zusammenhang. 1887 wurde eine Sammlung von Bronzegegenständen in einem galloromanischen Keller an der nordwestlichen Ecke der Kreuzung von Cardo Maximus-Decumanus Maximus gefunden, darunter Kessel, Siebe, Töpfe und Statuetten von Merkur und der Flussgottheit Neptun. Ein ähnlicher Fund von 1866 offenbarte eine Sammlung von Eisenwerkzeugen wie Ketten, Schlüsseln oder Ausgleichsgewichten und sollte wahrscheinlich neu geschmiedet werden.
Den gefundenen Elementen zeugen von mehreren Jupitergigantensäulen. Ein Flachrelief, welches den Gott Vulkan darstellt, ist heute noch in der Kirche St. Etienne eingemauert und es könnte sich um einen Viergötterstein handeln. Der häufigste vorkommende Gott in Form von Statuetten oder Reliefs ist der Handelsgott Merkur, wie dies in den meisten gallischen Regionen üblich ist und von reger Handelsaktivität in Saletio zeugt.